# Zawiść (gromada)
Zawiść (do 30 VI 1963 Gardawice) – dawna gromada, czyli najmniejsza jednostka podziału terytorialnego Polskiej Rzeczypospolitej Ludowej w latach 1954–1972.
Gromady, z gromadzkimi radami narodowymi (GRN) jako organami władzy najniższego stopnia na wsi, funkcjonowały od reformy reorganizującej administrację wiejską przeprowadzonej jesienią 1954 do momentu ich zniesienia z dniem 1 stycznia 1973, tym samym wypierając organizację gminną w latach 1954–1972.
Gromadę Zawiść z siedzibą GRN w Zawiści (obecnie w granicach Orzesza) utworzono 1 lipca 1963 w powiecie tyskim w woj. katowickim w związku z przeniesieniem siedziby GRN gromady Gardawice z Gardawic do Zawiści i zmianą nazwy jednostki na gromada Zawiść.
Według wykazu z roku 1971 siedziba GRN gromady Zawiść znajdowała się w Gardawicach.
Gromada przetrwała do końca 1972 roku, czyli do kolejnej reformy gminnej.